# Panagropsis platyrhyncata
Panagropsis platyrhyncata là một loài bướm đêm trong họ Geometridae.